# Sicyos longisepalus
Sicyos longisepalus là một loài thực vật có hoa trong họ Cucurbitaceae. Loài này được Cogn. miêu tả khoa học đầu tiên năm 1891.